# 金村大墓
金村大墓位于洛阳市以东15公里金村汉魏洛阳故城遗址中，时代属战国时期，据历史学家唐兰推测为东周王陵。
东周王陵可分为周山、王城、金村三大陵区。据《后汉书》、《水经注》、《太平寰宇记》等记载：周景王葬于翟泉。翟泉就在邙山脚下汉魏故城遗址东北隅的金村附近。公元前519年，周敬王迁都成周，历11世，因此可推断金村陵区除景王外，还葬有敬王、元王、贞定王、哀王、思王、考王、威烈王、安王、烈王、显王、慎靓王共十余代周天子，金村陵区是东周最大的陵区。

## 古墓被盗
1928年夏秋之际，洛阳一带突降暴雨，金村部分地面塌陷，金村大墓首次被发现，基督教圣公会河南教区主教、加拿大人怀履光和美国人华尔纳等闻风而至，组织人力对其进行盗掘。前后历时6年，共发掘8座大型木椁墓，出土青铜器、金银器、玉器、漆器等数千件，包括九件一套的编钟、五件一套的编钟、错金银的青铜礼器、铜俑、银俑、龙虎饰大玉璧等一大批文物，其中绝大多数流散海外。
皇家安大略博物馆亚洲部主任鲁克思承认，怀履光不是考古学家，按照现在的说法，那些文物的发掘都是盗墓。但他认为当时中国政局混乱，怀履光的发掘是公开进行的。

## 文物收藏
洛阳金村古墓大多数珍贵文物流失海外，被加拿大皇家安大略博物馆、美国哈佛艺术博物馆、法国人类博物馆、美国纳尔逊艺术博物馆、美国弗利尔美术馆、日本永青文库等博物馆收藏。
国内存3件：大铜鼎、铜尺、“命瓜壶”，分别藏于洛阳博物馆、南京大学和清华大学。

## 相关研究
- 日本梅原末治《洛阳金村古墓聚英》选刊了金村八座东周大墓出土的文物238件，拍有图片，注明藏主，可信度高。
- 怀履光后在皇家安大略博物馆任远东部主任，著有《洛阳古城古墓考》一书。